# 江泽坚
江泽坚（1921年10月21日—2005年7月11日），男，祖籍安徽旌德，生于上海，中国数学家、教育家，吉林大学数学学科主要创始人之一。曾任吉林大学数学研究所所长、名誉所长，吉林省人大常委会委员。

## 生平
1921年10月21日生于上海。1926年，江泽坚随家人迁居南京。5岁入家塾，学至11岁，师从老秀才陈注平。由于私塾教育，10岁以后才认识阿拉伯数字。1932年初，进人一所小学读书，半年后转到江苏省立女子中学实验小学。1934年夏至1937年夏，在南京市立第一中学初中部学习，初中二年级受教于刚从中央大学数学系毕业的李修睦（李后来是华中师范大学数学系主任，是中国图论与运筹学最早的一个倡导者）。
1937年七七事变，江泽坚再随家人逃到重庆叔父江世规处暂住．江泽坚于1938年秋以初中毕业学历越级考人西南联大数学系。1942年春因不耐管束而休学，1943年下学期复学，以不愿作美军翻译而离开大学。1946年下半年，江先回南京，后到北平，在中学兼课，同时自学测度与积分理论。1948年春经庄圻泰教授介绍到清华大学任数学系办公室的助理，半年后为助教，1949年夏又转为教员。后经关肇直推荐到燕京大学兼课，讲授实变函数论。1952年全国院系调整，江泽坚从北京清华大学调到长春东北人民大学（现吉林大学）任副教授，协助一同调来的王湘浩教授组建数学系。1956年，晋升为教授。1959年被任命为东北人民大学数学系副主任。文化大革命后，又被任命为吉林大学数学研究所首任所长。
因病医治无效，于2005年7月11日22时20分在南京军区总医院逝世，享年84岁。